# Lucas Lessio
Lucas Anthony Lessio (* 23. Januar 1993 in Maple, Ontario) ist ein kanadischer Eishockeyspieler, der seit Juli 2025 bei der Düsseldorfer EG aus der DEL2 unter Vertrag steht und dort auf der Position des linken Flügelstürmers spielt. Zuvor war Lessio unter anderem für die Krefeld Pinguine und Grizzlys Wolfsburg in der Deutschen Eishockey Liga (DEL) aktiv. Darüber hinaus absolvierte er 41 Partien in der National Hockey League (NHL).

## Karriere
Lessio verbrachte seine Juniorenzeit zwischen 2010 und 2013 bei den Oshawa Generals in der Ontario Hockey League. In seinen ersten beiden Spielzeiten knackte der Stürmer jeweils die 50-Punkte-Marke. Bereits nach seiner Rookiesaison, die ihm die Berufung ins First All-Rookie-Team der Liga einbrachte, war er im NHL Entry Draft 2011 in der zweiten Runde an 56. Stelle von den Phoenix Coyotes ausgewählt worden. Im folgenden Sommer nahmen die Coyotes ihren Draft-Pick schließlich unter Vertrag, beließen ihn aber weiterhin in Oshawa in der OHL. Dort war seine letzte Juniorenspielzeit von einer langwierigen Verletzung geprägt, nachdem ihm eine Schlittschuhkufe ein Band in der Hand zerschnitten hatte, was eine Operation zur Folge hatte. Letztlich absolvierte er nur inklusive der Play-offs nur 44 Spiele.

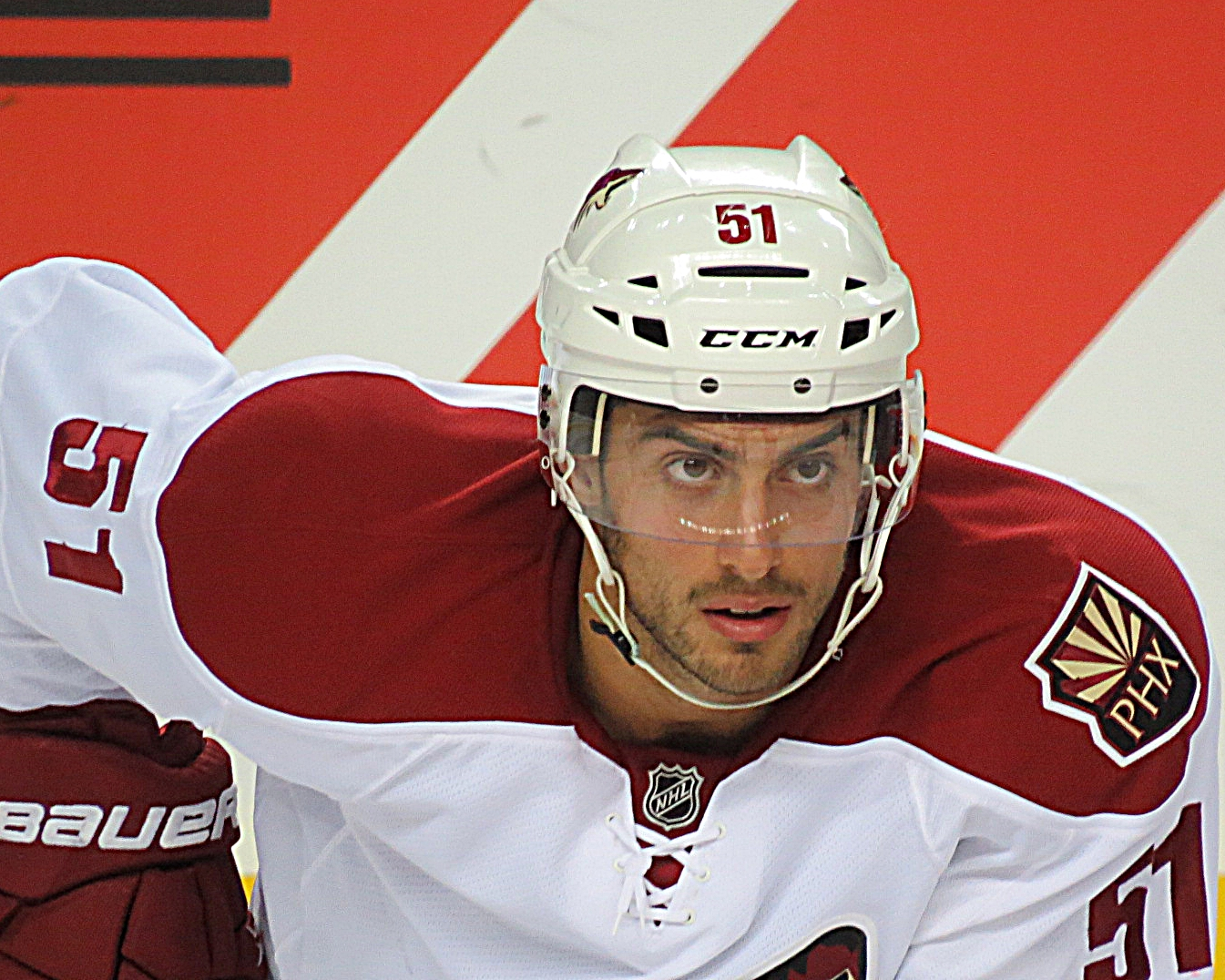
Lessio im Trikot der Phoenix Coyotes (2013)

Nach Beendigung der OHL-Saison verstärkte Lessio prompt das Farmteam der Phoenix Coyotes in der American Hockey League. Für die Portland Pirates absolvierte der Angreifer noch acht Partien im restlichen Saisonverlauf. Mit Beginn der Saison 2013/14 war der Kanadier schließlich im Farmteam verankert und bestritt 69 Begegnungen. Des Weiteren feierte er auch sein Debüt in der National Hockey League für Phoenix. Die folgende Spielzeit kam er dort für das inzwischen in Arizona Coyotes umbenannte Franchise häufiger zum Einsatz, verbrachte aber auch wieder einen Großteil in der AHL, wo inzwischen die Springfield Falcons mit Arizona in Kooperation standen.
Nachdem Lessio auch die Saison 2015/16 in der AHL bei den Falcons begonnen hatte, wurde er im Dezember 2015 im Austausch für Christian Thomas zu den Canadiens de Montréal transferiert. Dort gehörte er bis zum Februar des folgenden Jahres zum NHL-Kader und kam zwölf Mal zum Einsatz, ehe er abermals in die AHL abgeschoben wurde. Dort beendete er die Spielzeit bei den St. John’s Ice Caps. Da die Canadiens ihm in der Folge keinen neuen Vertrag anboten und auch kein anderes Team nach dem 1. Juli 2016 Interesse an der Verpflichtung des Free Agents zeigte, nahm Lessio im September und Oktober 2016 probeweise am Trainingslager der Los Angeles Kings und später von deren Farmteam Ontario Reign teil. Eine Verpflichtung kam jedoch nicht zu Stande, so dass er wenige Tage später zum KHL Medveščak Zagreb in die Kontinentale Hockey-Liga wechselte. Am 7. Februar 2017 gab der schwedische Erstligist Örebro HK Lessios Verpflichtung bekannt.
Ab November 2017 spielte Lessio bei Kunlun Red Star in der Kontinentalen Hockey-Liga (KHL), ehe er zur folgenden Saison zum Helsingfors IFK in die finnische Liiga wechselte. Dort kam er bis zum November 2018 16-mal zum Einsatz. Er wechselte im Saisonverlauf nach Tschechien und kam dort zu 15 weiteren Einsätzen für den Extraliga-Klub Mountfield HK. Seit November 2019 spielt Lessio bei den Grizzlys Wolfsburg in der Deutschen Eishockey Liga (DEL). Bei seinem Ligadebüt gegen die Düsseldorfer EG erzielte der Kanadier einen Hattrick. Nach einem Jahr in Wolfsburg wechselte er zur Spielzeit 2020/21 innerhalb der Liga zu den Krefeld Pinguinen, denen er zwei Jahre lang bis zum Abstieg aus der DEL im Frühjahr 2022 treu blieb. Daraufhin wechselte der Kanadier für eine Saison zum EC KAC aus der ICE Hockey League, ehe es ihn im August 2023 zum Ligakonkurrenten HC Bozen zog. Nachdem er dort nicht überzeugte, wurde sein Vertrag bereits Mitte November aufgelöst. Er kehrte daher nach eineinhalb Jahren zu den Krefeld Pinguinen zurück, die mittlerweile in der DEL2 spielten. Innerhalb der Liga wechselte der Kanadier im Sommer 2025 zur Düsseldorfer EG.

### International
Lessio vertrat sein Heimatland bei der World U-17 Hockey Challenge 2010 und beim Ivan Hlinka Memorial Tournament 2010. Mit der Auswahl Canada Ontario gewann der Stürmer bei der World U-17 Hockey Challenge die Silbermedaille. Beim Ivan Hlinka Memorial Tournament errang er mit der kanadischen Auswahl die Goldmedaille.

## Erfolge und Auszeichnungen
- 2010 Silbermedaille bei der World U-17 Hockey Challenge
- 2010 Goldmedaille beim Ivan Hlinka Memorial Tournament
- 2011 Teilnahme am CHL Top Prospects Game
- 2011 OHL First All-Rookie Team

## Karrierestatistik
Stand: Ende der Saison 2024/25

### International
Vertrat Kanada bei:
- World U-17 Hockey Challenge 2010
- Ivan Hlinka Memorial Tournament 2010

(Legende zur Spielerstatistik: Sp oder GP = absolvierte Spiele; T oder G = erzielte Tore; V oder A = erzielte Assists; Pkt oder Pts = erzielte Scorerpunkte; SM oder PIM = erhaltene Strafminuten; +/− = Plus/Minus-Bilanz; PP = erzielte Überzahltore; SH = erzielte Unterzahltore; GW = erzielte Siegtore; 1 Play-downs/Relegation; Kursiv: Statistik nicht vollständig)